# Electrolite
«Electrolite» és el trenta-tresè senzill de la banda estatunidenca R.E.M., el tercer extret de l'àlbum New Adventures in Hi-Fi, el 2 de desembre de 1996 per Warner Bros. Records.
Es tracta d'una balada a piano dedicada a Hollywood i la finalització del segle XX. La línia de piano va ser composta per Mike Mills a casa seva i llavors la va presentar a la banda. Stipe va escriure la lletra sobre un període de dos anys que va viure a Santa Monica i els viatges que faria per veure Los Angeles des de Mulholland Drive, i es va inspirar en aquesta ciutat després del Terratrèmol de Northridge de 1994. La majoria de cançons de l'àlbum van ser enregistrades durant la gira de promoció de Monster, i concretament aquesta cançó es va gravar en una prova de so realitzada abans de la seva actuació al Desert Sky Pavilion de Phoenix el 4 de novembre de 1995. Stipe va enregistrar les pistes de veu als Bad Animal Studios de Seattle un cop havia acabat la gira.
Tot i no ser un èxit destacat de la banda, el senzill va entrar en les llistes de diversos països com el Regne Unit, Islàndia, Finlàndia, el 
Canadà i els Estats Units.
El videoclip va ser dirigit per Peter Care i Spike Jonze, i filmat a l'Hotel Ambassador de Los Angeles, on fou assassinat el polític estatunidenc Robert Francis Kennedy.

## Llista de cançons
Totes les cançons foren escrites i compostes per Bill Berry, Michael Stipe, Peter Buck i Mike Mills. 
| Núm.          | Títol                              | Durada |
| ------------- | ---------------------------------- | ------ |
| 1.            | «Electrolite»                      | 4:05   |
| 2.            | «The Wake-Up Bomb» (directe)       | 5:07   |
| 3.            | «Binky the Doormat» (directe)      | 5:01   |
| 4.            | «King of Comedy» (808 State remix) | 5:36   |
| Durada total: | Durada total:                      | 19:49  |

- Les cançons en directe van ser enregistrades a l'Omni Coliseum a Atlanta el 18 de novembre de 1995.

## Crèdits
- Bill Berry – bateria, percussió
- Peter Buck – baix, banjo
- Mike Mills – piano
- Michael Stipe – cantant
- Andy Carlson – violí
- Nathan December – güiro